# Riaz Ahmed
Riaz Ahmed (urdu ‏ریاض احمد‎, ur. 11 września 1941 w Rawalpindi) – pakistański hokeista na trawie. Dwukrotny medalista olimpijski.
Grał jako pomocnik. Brał udział w dwóch igrzyskach olimpijskich (IO 68, IO 72), na obu zdobywając medale: złoto w 1968 i srebro cztery lata później. Wystąpił ogółem w 14 olimpijskich spotkaniach nie strzelając żadnej bramki. W reprezentacji Pakistanu w latach 1966-1972 rozegrał 55 spotkań, w których zdobył 2 bramki.
Zdobył złoty medal Igrzysk Azjatyckich 1970.